# Le Grand Cirque (film, 2023)
Ne doit pas être confondu avec Le Grand Cirque.
Pour plus de détails, voir Fiche technique et Distribution.
Le Grand Cirque est une comédie française réalisée par Booder et Gaelle Falzerana, sortie en 2023.

## Synopsis
De passage à l’hôpital, Momo, comédien en manque de rôles, rencontre Michel, président d’une association de clowns bénévoles qui rend visite aux enfants hospitalisés. Michel lui propose d’enfiler le nez rouge, Momo accepte alors l'impossible : tenter de faire rire des enfants malades.
En dépit de l’adversité, il bousculera la vie de l’hôpital dans l’unique but de faire oublier leur maladie aux petits. Malgré lui, le comédien semble avoir trouvé le rôle de sa vie.

## Fiche technique
Sauf indication contraire, les informations mentionnées dans cette section peuvent être confirmées par la base de données cinématographiques IMDb,  présente dans la section « Liens externes ».
- Titre original : Le Grand Cirque
- Réalisation : Booder et Gaelle Falzerana
- Scénario : Booder, Gaelle Falzerana, Jean-Rachid Kallouche
- Aide technique et artistique : Hassan Strauss
- Musique : Matteo Locasciulli
- Photographie : Lubomir Backchev
- Montage : Béatrice Herminie
- Décors : Noëlle Van Parijs
- Costumes : Isabelle Mathieu
- Étalonnage : Evy Roselet
- Production : Jean-Rachid Kallouche, Toufik Ayadi et Christophe Barral
- Société de production : SRAB Films, Kallouche Cinéma et The Old Kidz
- Société de distribution : Apollo Films
- Pays de production :  France| Médias externes |                                                        |
| Images          |                                                        |
|                 | Affiche du film sur le site Allociné                   |
| Vidéos          |                                                        |
|                 | Bande-annonce du film sur le compte Youtube d'Allociné |
- Langue originale : français
- Format : couleur — 2,35:1
- Genre : Comédie dramatique
- Durée : 85 minutes
- Dates de sortie :
  - France : 15 février 2023

## Distribution
Sauf indication contraire, les informations mentionnées dans cette section peuvent être confirmées par la base de données cinématographiques IMDb,  présente dans la section « Liens externes ».
- Booder : Momo
- Gérard Giroudon : Michel
- Stefan Cuvelier : Présentateur de Paname
- Adèle lune Pinckaers : Lola
- Youssef Sahraoui : Morad
- Yassir Drief : Ahmed
- Sarah Jague : Laëtitia
- Samir Boulkroun : Abdou
- Lazlo Callens : Enzo
- Saskia Dillais de Melo : Hélène
- Fanny Dumont : Bénédicte
- Berthe Tanwo Njole : Cathy
- Raja Haseeb : Pran
- Wahid Bouzidi : Kamel
- Gaëlle Falzerana : Lola Adulte
- Matthias Quiviger : Jérôme

## Accueil

### Accueil critique
En France, le site Allociné donne la note de 3.0⁄5, après avoir recensé 6 critiques de presse.

### Box-office
Pour son premier jour d'exploitation en France, Le Grand Cirque réalise 7 016 entrées, dont 2 907 en avant-premières, pour un total de 602 séances proposées. La comédie dramatique se positionne en cinquième position du box-office des nouveautés sorties ce jour, si l'on compte les avant-premières, derrière Juste ciel ! (7 056) et devant Marlowe (6 920),.
Au bout d'une première semaine d'exploitation en France, le long-métrage totalise 37 748 entrées pour 4 198 séances proposées dans les cinémas. Si on s'en tient au nombre strict de tickets vendus pendant cette première semaine, soit 34 641 entrées, le film se classe en dix-huitième position du box-office hebdomadaire français, derrière Tár (40 433) et devant L'Astronaute (31 757).
| Pays ou région | Box-office     | Date d'arrêt du box-office | Nombre de semaines |
| -------------- | -------------- | -------------------------- | ------------------ |
| France         | 68 286 entrées | 21 mars 2023               | 5                  |